# 梅克斯普拉斯
梅克斯普拉斯（荷蘭語：Merksplas，荷蘭語發音：[ˈmɛrksplɑs]）是比利时弗拉芒大區安特衛普省蒂倫豪特區的一个市镇，北端与荷兰接壤，通行荷蘭語，是弗拉芒社群的一部分，面积44.56平方千米，人口8,588人（2020年1月1日）。